# Saint-Guillaume
Saint-Guillaume is een gemeente in het Franse departement Isère (regio Auvergne-Rhône-Alpes) en telt 256 inwoners (2005). De plaats maakt deel uit van het arrondissement Grenoble.

## Geografie
De oppervlakte van Saint-Guillaume bedraagt 13,1 km², de bevolkingsdichtheid is 19,5 inwoners per km².
De onderstaande kaart toont de ligging van Saint-Guillaume met de belangrijkste infrastructuur en aangrenzende gemeenten.

## Demografie
Onderstaande figuur toont het verloop van het inwonertal (bron: INSEE-tellingen).